# جوناثان توماس
جوناثان توماس (بالإنجليزية: Jonathan Thomas)‏ هو لاعب اتحاد الرغبي بريطاني، ولد في 27 ديسمبر 1982 في Pembroke, Pembrokeshire ‏ في المملكة المتحدة.

## وصلات خارجية
- جوناثان توماس عل موقع إسبنسكروم (الإنجليزية)
- جوناثان توماس على موقع ItsRugby.co.uk (الإنجليزية)